# المعاينة (مذيخرة)

تعديل مصدري - تعديل

المعاينة محلة تابعة لقرية المنزل، التابعة لعزلة حمير بمديرية مذيخرة إحدى مديريات محافظة إب في الجمهورية اليمنية.، بلغ تعداد سكانها 46 حسب تعداد اليمن لعام 2004.